# Meleșeni
Meleșeni (1944–1989 kyrillisch Мелешень, russisch Мелешены/Melescheny) ist ein Dorf und eine Gemeinde im Rajon Călărași, Republik Moldau, 46 km nordwestlich der Hauptstadt Chișinău und 15 km nördlich der Rajonhauptstadt Călărași.

## Struktur
Das Straßendorf bildet die Gemeinde Meleșeni. Im Osten befindet sich die Gemeinde Bravicea, im Westen die Gemeinde Țibirica, im Süden ist die Gemeinde Frumoasa. Nur die Hauptstraße im Ort ist asphaltiert.
Die Europastraße 583 (ehemalige Fernstraße M14) verläuft ca. zwei Kilometer nördlich des Dorfes.

## Geschichte
Auf einem Hügel außerhalb des Dorfes befinden sich die Ruinen einer Stadt, die bei einer Invasion von Germanen um das Jahr 200 v. Chr. niedergebrannt wurde.
Das Dorf wird das erste Mal in einem Dokument datiert auf den 9. Mai 1681 erwähnt.
1922 wird das Dorf im Zuge der Land- und Bodenreform, ausgelöst durch den Sfatul Țării, mit zwei motorisierten Mühlen ausgestattet.
Vom 6. April bis 20. August 1944 steht Meleșeni unter Artilleriefeuer der Russischen Armee. Der Großteil der Bevölkerung flieht in die umliegenden Wälder. Dabei wird die Kirche im Ort völlig zerstört. In den Jahren 1982–1990 wurde sie wiederaufgebaut und 1990 geweiht.
Nach dem Krieg bildet das Dorf die Kolchose 28. Juni, 1953 wird sie mit der Kolchose Dimitrov aus Țibirica zusammengelegt und 1982 zur Sowchose umgewandelt. Im Rahmen des Reprivatisierungsprogramms Pamînt wurde das Land 1999 wieder privatisiert.

## Politik
Der Gemeinderat hat 11 Sitze, die wie folgt verteilt sind:
| Partei                                      | Sitze | Anteil  |
| ------------------------------------------- | ----- | ------- |
| Partidul Democrat din Moldova               | 6     | 54,55 % |
| Partidul Liberal                            | 2     | 18,18 % |
| Partidul Liberal Democrat din Moldova       | 2     | 18,18 % |
| Partidul Comuniștilor din Republica Moldova | 1     | 9,09 %  |

Im Dorf wird Rumänisch gesprochen.

## Bildungseinrichtungen
- Kindergarten Meleșeni
- Grundschule Meleșeni
- Gymnasium Meleșeni
- Kulturhaus

## Kirchen
- Orthodoxe Kirche Înălțarea Domnului (erbaut 1891, nach dem Zweiten Weltkrieg 1982–1990 neu errichtet)[6][3]
- Im Jahre 2008 eröffnete im Ort eine Pfingstgemeinde, die auch ein Kinderheim (Home of Hope) unterhielt.[7] Im Februar 2009 berichtet ein Mitarbeiter von Angriffen und Anfeindungen durch den orthodoxen Priester.[8] Laut Auskunft von Mitarbeitern der Baptistengemeinde in Bravicea ist die Gemeinde nicht mehr existent.

## Persönlichkeiten
- Mihai Petric (* 1923), Maler